# Форбс, Вильям Кэмерон
Вильям Кэмерон Форбс (англ. William Cameron Forbes; 1870—1959) — американский банкир, государственный деятель и дипломат.

## Биография
Родился в семье Вильяма Хатауэя Форбса, президента Bell Telephone Company и Эдит Эмерсон, дочери поэта Ральфа Эмерсона.
В 1892 году окончил Гарвардский университет. В 1904—1908 годах был комиссаром полиции Филиппин. В 1908—1909 годах — вице-губернатор Филиппин. В 1909—1916 годах — генерал-губернатор Филиппин.
В 1930—1932 годах — посол США в Японии. На это время пришлась оккупация Японией Маньчжурии.
Республиканцы в Соединенных Штатах утверждали, что политика филиппинизации Харрисона была преждевременной и что захват рабочих мест филиппинцами привёл к заметному ухудшению качества услуг. Чтобы поддержать эту позицию, Хардинг послал генерала Леонард Вуд и У. Кэмерон Форбса. В октябре 1921 года они сообщили, что острова не готовы к независимости и что многие образованные филиппинцы желают остаться под американской опекой.